# Максакова-Ігенбергс Марія Петрівна
Ма́рія Петрі́вна Макса́кова-Ігенбе́ргс (рос. Ма́рия Петро́вна Макса́кова-Игенбе́ргс, 24 липня 1977, Мюнхен, ФРН) — російська і українська (з 2016) оперна співачка (мецо-сопрано) і педагог, доцент кафедри естрадного виконавства Національної академії керівних кадрів культури і мистецтв (з серпня 2017).
Колишній депутат Державної думи Росії VI скликання від партії «Єдина Росія», член комітету Держдуми з культури (2011—2016). Із грудня 2016 року проживає в Україні. Має громадянство Росії та Німеччини.

## Біографія
Народилася у Мюнхені, донька актриси Людмили Максакової та Петера Андреаса Ігенбергса, німецького підприємця, уродженця Праги, сина балтійського німця з Латвії, та внучкою співачки Марії Максакової. За «правом крові» (ius sanguinis) та «правом ґрунту» (ius soli) від народження отримала громадянство Німеччини та СРСР.
У 1995 році Марія Максакова закінчила Центральну музичну школу при Московській державній консерваторії за класом фортепіано. У 2000 році закінчила з червоним дипломом Російську академію музики імені Гнесіних (відділ академічного вокалу), а в 2004 році закінчила аспірантуру академії.
Із 2000 року Марія Максакова у трупі московського театру «Нова опера», виконувала партії Снігуроньки («Снігуронька»), Офелії («Гамлет»), Лейли ("Шукачі перлів») та інші. Із 2003 року — запрошена солістка опери Большого театру Росії, де виконала партії Оскара в опері «Бал-маскарад» та Мюзетти в опері «Богема». З 2006 року — в трупі театру «Гелікон-опера»
Із 2011 року — солістка оперної трупи Маріїнського театру. Виконувала партії Дорабелли («Так чинять усі»), Керубіно («Весілля Фігаро»), Фруголи («Плащ»), Композитора («Аріадна на Наксосі»), Ніклауса («Казки Гофмана»), Оповідачки («Знущання з Лукреції»). Виконала партію Принцеси Шарлотти у світовій прем'єрі опери Родіона Щедріна «Лівша». Улітку 2014 року дебютувала в партії Елен Безухової у прем'єрних показах опери Сергія Прокоф'єва «Війна і мир».
Влітку 2014 дебютувала на сцені Приморського театру опери і балету у Владивостоку в партії «Кармен».
Протягом 5 років, з 2009 до 2014, вела на телеканалі «Культура» разом із народним артистом Росії Святославом Белзою цикл концертних програм «Романтика романсу». Із вересня 2014 до березня 2016 року вона вела цю програму з Євгенієм Кунгуровим.
Лейбл Universal Music Group International випустив два сольних диски Марії Максакової — дебютний альбом «Mezzo? Soprano?» (оперні арії в супроводі Симфонічного оркестру Москви «Російська філармонія» під орудою Дмитра Юровського) та альбом класичних романсів Чайковського і Рахманінова (партія фортепіано Л. Петровська)
З кінця 2016 року працювала викладачем в Російській академії музики імені Гнесіних. У лютому 2017 року її було звільнено з академії з формулюванням «за прогули» (згідно з російськими джерелами, була звільнена у березні 2017 року). Також Максакова була запрошеною солісткою театру «Гелікон-опера».
У грудні 2016 року покинула Росію разом із чоловіком Денисом Вороненковим, та переїхала до Києва, отримавши дозвіл на проживання в Україні. 23 березня 2017 року Вороненкова застрелили біля готелю «Прем'єр-палас» у центрі Києва, на перехресті бульвару Шевченка та вулиці Пушкінської. Після вбивства чоловіка СБУ ухвалило рішення надати охорону Максаковій, та ще одному російському політемігранту Іллі Пономарьову. Прессекретар російського президента Дмитро Пєсков заявив, що не бачить причин для заборони повернення Марії Максакової в Росію, оскільки їй ніхто не забороняв в'їзд до країни. Зі слів Іллі Пономарьова, Максакова не збирається повертатися до Росії, та не збирається скасовувати свій виступ на вечорі української пісні, запланований на 31 березня.
Із серпня 2017 року Марія Максакова-Ігенберг — доцент кафедри естрадного виконавства Національної академії керівних кадрів культури і мистецтв Із червня 2018 — радник ректора НМАУ з міжнародних питань.. Залишалася в Україні у часи повномасштабної війни.
З 2017 року Марія Максакова співпрацює з українським естрадним співаком та володарем унікального контртенора Alex Luna. Вперше артисти виконали свій дует у Києві на Віденському балі. Вже 2018 року вони представили концертну програму «Queen of Spades» (Пікова Дама) на сцені Одеської Філармонії та в Харківському національному академічному театрi опери та балету імені Миколи Лисенка.

## Особисте життя
Від попередніх неоформлених стосунків у Марії Максакової двоє дітей — син Ілля та дочка Людмила. У 2015 році у віці 11 років Ілля Максаков-Ігенбергс поступив у Санкт-Петербурзьке суворовське військове училище, на початку лютого 2017 року відрахований за власним бажанням. Згідно публікацій у «Новій газеті» та деяких інших ЗМІ в кінці 2011 року Володимир Тюрін, (керівник Братського організованого злочинного угрупування) згадувався як цивільний чоловік Максакової із посиланням на її інтерв'ю. У цьому ж 2011 році на сайті «Єдиної Росії» з'явилось пояснення, згідно з яким Максакова офіційно «ніколи не була одружена» та «виражає щире здивування» із приводу публікації у «Новій газеті». Підтвердженням цих відносин може служити факт, що за повідомленням деяких ЗМІ, Володимир Тюрін після вбивства Вороненкова забрав двох старших дітей Максакової до себе в Москву. У 2012 році в інтерв'ю газеті «Труд» Максакова згадувала про незареєстровані відносини із ювеліром Джамілем Алієвим.

У березні 2015 року Марія Максакова уперше вступила в офіційний шлюб, її чоловіком став депутат Держдуми від КПРФ, член комітету з безпеки та протидії корупції Денис Вороненков. Після реєстрації шлюбу співачка-депутат залишила собі попереднє прізвище — Максакова-Ігенбергс. Наприкінці квітня 2015 року, згідно її розповідей, у зв'язку із нервовими потрясіннями через кримінальне переслідування чоловіка на другому місяці вагітності в неї стався викидень, і вона втратила двійню. 15 квітня 2016 року в сім'ї Максакової та Вороненкова народився син Іван.
Брат по матері — Максим, син від першого шлюбу акторки Людмили Максакової та радянського і американського художника Льва Збарського, був генеральним директором ТзОВ «ПР+Спорт», був засуджений за кримінальною справою по статті 159 Карного Кодексу Росії («Шахрайство»)
Український дослідник К. Дорошенко опублікував літературну біографію Марії Максакової, обравши найбільш яскраві моменти її творчого шляху у книзі «Арія Марії» (2021).

## Політична діяльність
Марія Максакова брала участь у виборах до Держдуми у 2011 році від партії «Єдина Росія». У вересні 2011 року заявляла, що «„Єдина Росія“ — це єдина реальна політична сила у нашому суспільстві. І Володимир Путін — це не тільки лідер нашої партії — це загальнонаціональний лідер та єдина фігура, що консолідує наше суспільство». Максакова йшла під другим номером у списку партії по Астраханській області (після губернатора Олександра Жилкіна). За результатами виборів стала депутатом Держдуми VI скликання, у якій працювала у комітеті з культури.
Марія Максакова в інтерв'ю 2011 року підтримувала політику президента Путіна, негативно оцінювала реформи 1990-х років.
Максакова — один із авторів законопроєкту про захист інтелектуальних прав у Інтернеті (закон «Про внесення змін до окремих законодавчих актів Російської Федерації з питань захисту інтелектуальних прав у інформаційно-телекомунікаційних мережах»)
11 червня 2013 року Марія Максакова голосувала за схвалення закону № 135-ФЗ про заборону пропаганди гомосексуалізму в Росії. Проте в лютому 2014 року виступила з трибуни Державної думи із різкою критикою цього закону та з пропозицією прийняти поправки, які б виключили з тексту формулювання «нетрадиційні відносини», які, на її думку, суперечать здоровому глузду та є дискримінаційними. Поправки не були прийняті, проте виступ Максакової викликав бурхливе обговорення серед колег та у засобах масової інформації.
Максакова — єдиний депутат Держдуми, хто утримався під час голосування у другому та третьому читанні законопроєкту про заборону на усиновлення російських сиріт громадянами США (420 депутатів проголосували за прийняття закону, 8 були проти).
У своєму першому інтерв'ю після переїзду в Україну Марія Максакова повідомила, що особисто не голосувала за схвалення постанови про анексію Криму Росією, оскільки у цей час була на відпочинку за кордоном, та вважає це голосування незаконним. У той самий час її чоловік, Денис Вороненков, також повідомив, що особисто він також не голосував за цю постанову, а голосувала тільки його карточка.
У 2016 році програла попередні внутрішньопартійні вибори «Єдиної Росії» в Санкт-Петербурзі.
16 лютого 2017 року Максакова виключена з партії «Єдина Росія» у зв'язку з порушенням законодавства про політичні партії, а саме про приховування подвійного громадянства у передвиборчих документах у 2011 та 2016 роках, а також у зв'язку з порушенням статуту партії. На думку частини російських юристів, Максакова виключена із «Єдиної Росії» за наявність подвійного громадянства незаконно, оскільки згідно 62 статті російської конституції, наявність у громадянина Росії громадянства іншої держави не зменшує його права та свободи та не звільняє від обов'язків, що покладені на російських громадян, якщо інше не передбачено федеральним законом або міжнародним договором Російської Федерації, а закон про політичні партії, на думку цих юристів, забороняє бути членами партій лише іноземним громадянам та особам без громадянства.

## Еміграція в Україну
У грудні 2016 Максакова разом з чоловіком переїхала в Україну. В одному з перших інтерв'ю в Україні Максакова відгукувалась про Росію як про країну, де неприпустима критика на адресу влади, народ вимушений ідентифікувати країну із державними органами, а президент Путін реагує та приймає рішення тільки за висновками спецслужб; та заявила про неможливість жити у режимі, який вимагає повної лояльності. Пізніше Максакова висловлювала вдячність Україні:
 Зараз я розумію, що Україна, я їй просто до скону зобов'язана, вдячна, тому що… Петро Олексійович Порошенко прийняв для себе рішення виділити мені держохорону. Ось він змінив мою долю і не дав їм мене ні вкрасти — вивезти в російське посольство там…
24 серпня Максакова була запрошена на парад з нагоди Дня незалежності в Києві заспівати каватину з опери Белліні «Норма» та сольну партію в ораторії «Слався, Вкраїно!» Івана Тараненка. Ініціатива такого запрошення належала режисерові Сергію Проскурні Втім рішення режисера, і, відповідно виступ Максакової був критично сприйнятий патріотичною громадськістю. Зокрема політолог Олексій Курінний писав:
|  | Спів Максакової в день параду на Майдані — хай співатиме вона наш Славень чи суто оперну партію — не просто «зрада» чи неподобство. Це провокація [...] Невже влада не розуміє, що через цей "зашквар", на тлі матері Агєєва, несприйнятих заяв по Іловайську і неперервних корупційних скандалів, на тлі ЖОРСТКОЇ ДИСКУСІЇ про саму доцільність параду — її іще гірше сприйматиме суспільство?! Ексдепутатка РФ від «Єдіной Россіі», прихильниця Путіна Марія Максакова, що голосувала за анексію Криму і приховувала подвійне громадянство, ніби мала б співати гімн України, та все одно співатиме після параду на Майдані! Чоловіка її, депутата Думи від КПРФ Воронєнкова (він так само голосував за анексію Криму) — поховали на давньому Звіринецькому цвинтарі Києва. Нині там ховають лише виданих героїв чи діячів України, і скажімо, в жодному разі не героїв АТО... Невже сім'я прихильників путінщини, русского міра, більшовизму — для нас кращі й дорожчі ніж свої? |

### Творчість в Україні
У 2018 Марія створила фондову програму для юних музикантів
2021—2024 Марія працює у Дніпропетровському театрі опери та балету.(рос.)
(рос.):
- Леонора. «Трубадур» Дж. Верди[72][73]
- Виолетта Валери. «Травиата»[74]
- Абигайль «Набукко» Дж. Верди

Співпраця з каналом FREEДОМ  Интервью с Максаковой на YouTube
- «МАРИЯ МАКСАКОВА» официальный канал(рос.)

## Фільмографія
- 1998 — Сибірський цирульник — Інститутка
- 2008 — Ділки — Крістіна Синицина
- 2008 — «Савва» — Сігрид Арнольдсон, співачка
- 2008 — «Фотограф» (13-я серія, «Зникла наречена») — Ольга Ципко
- 2010 — «Про любоff» — Лариса
- 2010 — «Столиця гріха» — Елла (Еллочка), господиня модельного агентства «Роял»
- 2014 — «Аромат шипшини» — «Мадлен»
- 2014 — «Жінки на грані» (14 серія) — Альбіна
- 2015 — «Між нот, або тантрична симфонія» — Репетитор

## Премії та нагороди
- Почесний диплом та звання Лауреата Московського оперного фестивалю (2000) — за найкращий дебют (партія Розіни в опері «Севільський цирульник» у театрі-студії при РАМ ім. Гнесіних).
- Дипломант Конкурсу Олени Образцової (2002).
- Дипломант конкурсу імені Собінова (2006).
- Лауреат конкурсу молодих виконавців (2006, Лемпаала, Фінляндія).
- Орден УПЦ КП Святої великомучениці Варвари.[75]

## Дискографія
- Лишь о любви (2008)
- Нам звезды кроткие сияли (2008)
- Р.Шуман, Ф.Шуберт. Песни. (2009)
- Любимые арии (2009)
- В Севилье (2009)
- Мой голос для тебя (2010)[76]

## Відео
- La Traviata. Act 1 \\ 2021
- МАРІЯ МАКСАКОВА в Dniproopera \\2023
- репортаж с премьеры оперы «Запорожец за Дунаем», Дніпро-Опера \\2023(рос.)